# Mimagoniates microlepis
Mimagoniates microlepis és una espècie de peix de la família dels caràcids i de l'ordre dels caraciformes.

## Morfologia
- Els mascles poden assolir 6,1 cm de llargària total.[3]

## Hàbitat
Viu en zones de clima tropical entre 18 °C - 23 °C de temperatura.

## Distribució geogràfica
Es troba a Sud-amèrica: des del sud de Bahia fins al nord de Rio Grande do Sul (Brasil).